# Delta-v (astrodinamica)
Con delta-v (o Δv) si intende una variazione impulsiva di velocità. Questo termine è in genere utilizzato in astrodinamica, o in meccanica orbitale, per indicare l'inizio di una manovra orbitale; nell'orbita di un satellite attorno ad un attrattore, infatti, la velocità del corpo orbitante può cambiare, ad esempio in un'orbita ellittica: vicino alla terra (perigeo) i satelliti hanno una velocità in modulo maggiore, mentre nel punto più lontano (apogeo) la velocità è la minore in modulo. Tuttavia la variazione finita di velocità nota come {\displaystyle \Delta v} avviene in un tempo infinitesimo, con la conseguenza di un cambiamento di traiettoria, con una manovra orbitale. In generale l'analisi di manovre orbitali si effettua in termini di {\displaystyle \Delta v}.
In generale si possono distinguere:
- {\displaystyle \Delta v} forniti dall'apparato propulsivo, quindi con dispendio di propellente
- {\displaystyle \Delta v} forniti dall'aiuto gravitazionale di corpi massivi, indispensabili per viaggi interplanetari. Questi aiuti sono chiamati effetto fionda gravitazionale o gravity assist

A seconda delle situazioni, delta-v può essere considerato come un vettore ({\displaystyle \Delta \mathbf {v} }) o come uno scalare ({\displaystyle \Delta {v}}). In entrambi i casi, esso è uguale all'integrale dell'accelerazione rispetto al tempo:
- Forma vettoriale: {\displaystyle \Delta \mathbf {v} =\mathbf {v} _{1}-\mathbf {v} _{0}=\int _{t_{0}}^{t_{1}}\mathbf {a} \,{\mbox{d}}t}
- Forma scalare: {\displaystyle \Delta {v}={v}_{1}-{v}_{0}=\int _{t_{0}}^{t_{1}}{a}\,{\mbox{d}}t}

dove {\displaystyle \mathbf {v_{0}} } e {\displaystyle {v_{0}}} sono rispettivamente la velocità vettoriale e scalare iniziale al tempo {\displaystyle t_{0}}, mentre {\displaystyle \mathbf {v_{1}} } e {\displaystyle {v_{1}}} sono rispettivamente la velocità vettoriale e scalare finale al tempo {\displaystyle t_{1}}.

## Analisi dei Δv come budget per manovre orbitali
Una successione di N variazioni di velocità {\displaystyle \Delta \mathbf {v} } applicati ad una traiettoria nello spazio determina un cambio della stessa traiettoria: è il caso delle manovre orbitali. La somma dei moduli delle singole variazioni impulsive di velocità determinerà il costo della successione di manovre, che avrà le dimensioni di una velocità, ovvero
{\displaystyle \|\Delta \mathbf {v_{tot}} \|\ =\|\Delta \mathbf {v_{1}} \|\ +\|\Delta \mathbf {v_{2}} \|\ +\cdots +\|\Delta \mathbf {v_{N}} \|\ }
Quindi, attraverso l'equazione del razzo di Tsiolkovsky è possibile ricavare la massa di propellente necessaria per la successione di manovre. In realtà tuttavia, l'applicazione dell'equazione dei razzi al {\displaystyle \|\Delta \mathbf {v_{tot}} \|\ }, che richiede oltre al parametro di impulso specifico quello della massa a secco della sonda, non tiene conto del fatto che la massa a secco della sonda al passo i comprende le masse di propellente delle successive manovre, mentre l'applicazione passo dopo passo delle N equazioni dei razzi determina una massa di propellente che effettivamente viene consumata. In prima approssimazione può quindi essere applicata l'equazione del razzo di Tsiolkovsky al valore totale di Delta V, ma per essere più precisi occorrerebbe sommare le masse di propellente dopo l'applicazione della stessa equazione ad ogni variazione impulsiva di velocità.

## Astrodinamica
In astrodinamica delta-v è una misura scalare della quantità di "sforzo" necessario per eseguire una manovra orbitale. Essa è generalmente prodotta dalla spinta di un razzo. Il rapporto tra il delta-v e l'intervallo di tempo in cui esso si verifica equivale all'accelerazione, pari inoltre al rapporto tra la spinta e la massa totale del sistema, prodotta dai motori. L'accelerazione risultante è data dalla somma tra l'accelerazione prodotta dai razzi e quella portata da eventuali campi gravitazionali.
Senza gravità, o altre forze esterne, delta-v è, nel caso di spinte nella direzione del moto, semplicemente la variazione di velocità. Tuttavia, in un campo gravitazionale, le orbite implicano un cambiamento della velocità senza richiedere necessariamente una delta-v, mentre la gravità può causare la variazione di velocità pressappoco uguale a delta-v di un veicolo.
Quando si applica una delta-v nella direzione del moto e contro la gravità, l'energia orbitale specifica guadagnata per unita di delta-v è uguale alla velocità istantanea. Per una serie di spinte durante le quali le accelerazioni si mantengono costanti, l'energia orbitale specifica acquisita per unità di delta-v è il valore medio della velocità prima e dopo la spinta.
Non è possibile determinare i requisiti di delta-v considerando soltanto l'energia totale nelle orbite iniziali e finali. Per esempio, molte sonde sono lanciate in un'orbita con un'inclinazione piuttosto vicina alla latitudine del luogo di lancio, in modo da sfruttare la velocità di rotazione della superficie terrestre. Non è necessario, per ragioni relative alla missione, inviare in orbita sonde con una inclinazione diversa; è richiesta una considerevole delta-v, sebbene le energie cinetica e potenziale nell'orbita finale e nell'orbita di lancio siano uguali.
Quando la spinta di un razzo è applicata in piccole scariche, le altre sorgenti di accelerazioni possono essere trascurate, e la variazione di velocità di una spinta può essere approssimata a delta-v. La delta-v totale che deve essere applicata può essere calcolata sommando ciascuna delle delta-v richieste, anche se tra le spinte il modulo e la direzione della velocità cambiano a causa della gravita, come in un'orbita ellittica.
L'equazione del razzo di Tsiolkovskij mostra che la quantità di propellente richiesta può aumentare enormemente, e che il possibile carico utile può diminuire drasticamente con l'aumento di delta-v. Pertanto, nei moderni sistemi di propulsione, grande attenzione è data alla riduzione del delta-v totale richiesto da un determinato volo spaziale, ma anche alla progettazione di veicoli spaziali in grado di generare una grande delta-v.
Per esempi del primo, vedere anche Trasferimento alla Hohmann, fionda gravitazionale; inoltre, una grande spinta riduce la resistenza della gravità.
Per il secondo alcune possibilità sono:
- grande impulso specifico
- dal momento che una grande spinta non può essere combinata con un grande impulso specifico, azionando differenti tipi di motore in differenti istanti del volo (quello con maggiore spinta per il lancio dalla Terra). Il motivo per cui si usano grandi spinte alla partenza è che le perdite dovute alla gravità possono essere ridotte; una volta nello spazio, grandi impulsi specifici permettono di risparmiare combustibile.
- riducendo la massa a secco (ovvero senza propellente) mantenendo la possibilità di portare molto propellente, usando materiali leggeri ma robusti; quando i restanti fattori rimangono gli stessi, è un vantaggio se il propellente possiede una elevata densità, dal momento che, a parità di massa, occorrerebbero serbatoi più piccoli.

Una delta-v è inoltre necessaria ai satelliti per rimanere in orbita, ed è utilizzata nelle manovra orbitale di stationkeeping.

### Acronimi inglesi usati
- Orbita terrestre bassa (LEO)
- Orbita terrestre media (MEO o ICO)
- Orbita geosincrona (GSO)
- Orbita geostazionaria (GEO)
- Orbita di trasferimento geostazionaria (GTO)
- Orbita di trasferimento lunare (LTO)